# Przyspieszenie dośrodkowe
Przyspieszenie dośrodkowe, przyspieszenie normalne – składowa wektora przyspieszenia prostopadła do kierunku prędkości ciała, powstaje na skutek zmian kierunku prędkości i nie powoduje zmiany wartości prędkości.
W dowolnym ruchu krzywoliniowym przyspieszenie normalne ma wartość:
{\displaystyle a_{n}={\frac {v^{2}}{\rho }},}
gdzie:
{\displaystyle \rho } – promień krzywizny toru w punkcie, gdzie ciało porusza się z prędkością {\displaystyle v.}
W ruchu po okręgu o promieniu {\displaystyle r} przyspieszenie dośrodkowe wynosi:
{\displaystyle a_{n}={\frac {v^{2}}{r}}.}
W zapisie wektorowym:
{\displaystyle {\vec {a}}_{n}=-{\frac {v^{2}}{r}}{\hat {\mathbf {r} }}=-{\frac {v^{2}}{r}}{\frac {\vec {r}}{r}}=-\omega ^{2}{\vec {r}}}
lub
{\displaystyle {\vec {a_{\mathrm {n} }}}={\vec {\omega }}\times ({\vec {\omega }}\times {\vec {r}}).}
Z własności iloczynu wektorowego oraz prędkości kątowej wynika:
{\displaystyle {\vec {a_{\mathrm {n} }}}={\vec {\omega }}({\vec {\omega }}\cdot {\vec {r}})-|{\vec {\omega }}|^{2}{\vec {r}}=-|{\vec {\omega }}|^{2}{\vec {r}},}
gdzie:
{\displaystyle v} – prędkość w ruchu po okręgu (w układzie SI w m/s),
{\displaystyle r} – promień okręgu (w układzie SI w m),
{\displaystyle {\vec {r}}} – wektor wodzący o wartości równej promieniowi, jego kierunku i zwrocie od osi obrotu,
{\displaystyle \omega } – prędkość kątowa,
{\displaystyle {\hat {\mathbf {r} }}} – jednostkowy wektor o kierunku promienia i zwrocie od osi obrotu.

## Dynamika
W dynamice przyspieszenie jest skutkiem działania siły. Przyspieszenie dośrodkowe jest skutkiem działania siły lub jej składowej prostopadłej do wektora prędkości ciała. Kierunek i zwrot tego przyspieszenia jest zgodny z kierunkiem i zwrotem tej siły.
Zgodnie z II zasadą dynamiki:
{\displaystyle a_{n}={\frac {F_{n}}{m}},}
gdzie:
{\displaystyle a_{n}} – przyspieszenie normalne,
{\displaystyle F_{n}} – składowa siły działającej na ciało prostopadła do kierunku ruchu,
{\displaystyle m} – masa ciała.
Przykładem jest przyspieszenie wynikające z działania siły grawitacji Słońca na Ziemię lub Ziemi na jej satelitę.